# Evangelische Kirche (Olsztynek)
Die Evangelische Kirche Olsztynek stammt aus der Ordenszeit und war bis 1945 die Pfarrkirche für das Kirchspiel Hohenstein in Ostpreußen. Heute dient sie nicht mehr sakralen Zwecken, sondern beherbergt eine Kunstgalerie des Freilichtmuseums der Volksbauweise der Stadt Olsztynek in der polnischen Woiwodschaft Ermland-Masuren.

## Geographische Lage
Olsztynek liegt am Flüsschen Amling (polnisch Jemiołówka) im südlichen Westen der Woiwodschaft Ermland-Masuren. In der Stadt trifft die von Szczuczyn über Pisz (Johannisburg) kommende Landesstraße 58 auf die beiden Schnellstraßen S 7 (Danzig–Warschau–Krakau) und S 51 (Olsztyn–Olsztynek). Die Stadt ist Bahnstation an der Bahnstrecke Działdowo–Olsztyn (Soldau–Allenstein).
Das alte Kirchengebäude steht nahe der Ordensburg am Markt in der Stadtmitte.

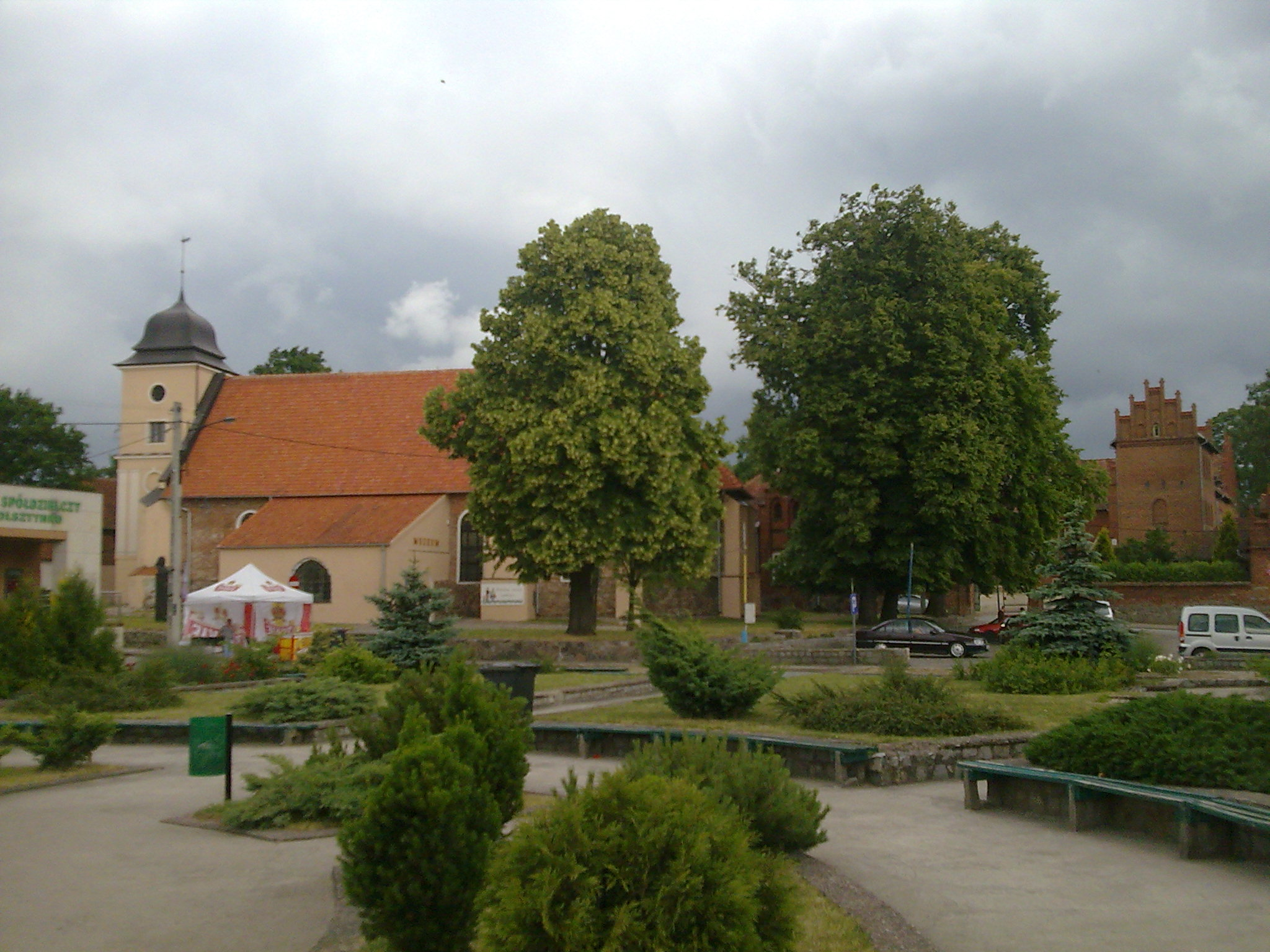
Blick vom Rathaus auf den Marktplatz mit der Ordenskirche unweit der Ordensburg

## Kirchengebäude
Die Hohensteiner Ordenskirche wurde 1359 erstmals urkundlich erwähnt, aber wohl bereits 1348 gebaut.
Es handelt sich um einen verputzten Feld- und Backsteinbau mit dreiseitigem, später innen halbrundem Abschluss. Nach Zerstörungen und Bränden 1651 und 1685 baute man die Kirche 1690/91 wieder auf und behielt dabei die ursprünglichen Formen bei. Den vorgelegten Turm erhielt die Kirche 1796. Die Vorhalle im Süden unter dem Schleppdach hat sehr dicke Mauern (2,26 bis 2,48 Meter). Sie lassen hier auf den Unterbau eines ordenszeitlichen Turms schließen, der aber wohl nicht zur Ausführung kam.
Der Kircheninnenraum mit Emporen hatte immer schon nur eine Flachdecke. Zur Ausstattung gehörte reiches Schnitzwerk aus vorreformatorischer Zeit sowie aus dem 16. und 17. Jahrhundert. Die von einer Engelsfigur getragene Kanzel mit eindrucksvollem Schalldeckel entstand – ebenso wie der Taufengel – um 1700, der Altaraufsatz etwa 1850. Im Kirchenschiff befindet sich außerdem eine bemerkenswerte Figur des Weltheilands von 1730.
Im Jahre 1880 erhielt der Turm eine Kuppel. Eine Orgel bekam die Kirche im Jahre 1883. Zwei der drei Glocken wurden 1794 gegossen, eine weitere 1922 im Bochumer Verein. Letztere trägt eine Inschrift, die sie als Ersatz für eine wohl im Ersten Weltkrieg abgelieferte Glocke kennzeichnet: "EINST GEGOSSEN ZU DEUTSCHLANDS WEHR – TÖN ICH JETZT NEU ZU GOTTES EHR MIT TREUDANKS HILFE" und "FÜRCHTE DICH NICHT, GLAUBE NUR".
Die Zerstörungen des Ersten Weltkrieges beseitigte man bis 1933. Im Zweiten Weltkrieg erlitt das Gotteshaus wiederum viele und gravierende Beschädigungen, auch danach noch zahlreiche Brandstiftungen. Erst in der Zeit von 1974 bis 1977 konnte man die Kirche wieder herrichten, wobei man den Turm allerdings in der Höhe reduzierte. Ihres sakralen Charakters ging die Kirche jedoch damals verlustig. Das Gotteshaus wurde ein Museum. Heute sind hier Teile des Freilichtmuseums der Volksbauweise zu sehen, aber auch etwa eine Dokumentation über das Konzentrationslager Hohenstein (seit 2002). Der Turm wurde 1997 restauriert, was die Jahreszahl der Wetterfahne dokumentiert.
Die Glocke von 1922 hat eine Brandstiftung und den darauf folgenden Absturz überstanden. Sie stand dann über viele Jahre im evangelischen Gemeindehaus, war 1983 jedoch plötzlich verschwunden. Auf Initiative der früheren Hohensteiner Einwohnerin Rosemarie Trzaska – seit 1962 in Hamm wohnhaft – wurde sie aufgrund intensiver Nachforschungen auf einem Friedhof in Warschau entdeckt. Dann aber verschwand sie erneut. Frau Trzaska fand sie dann in dem Redemptoristenkloster in Toruń (Thorn) wieder, wo sie in einem Glockenmuseum ausgestellt werden sollte. Am 27. Oktober 1994 wurde sie nach Olsztynek gebracht und fand wenig später wieder ihren angestammten Platz im Glockenturm der alten Kirche.

## Kirchengemeinde

### Kirchengeschichte
Die Kirche in Hohenstein bestand bereits in vorreformatorischer Zeit. Eine Pfarrdotation mit sechs Hufen Land lag bereits 1343 vor. Mit der Reformation wurde sie evangelisch. In den Anfangsjahren hatte hier ein früherer Angehöriger des Karmelitenordens die Pfarrstelle inne. Der Kirchenkreis Hohenstein war zunächst ein Sprengel im Bistum Pomesanien. Noch in die Ordenszeit zurück reichte das St.-Georgs-Hospital in Hohenstein. Hohenstein kam später zur Inspektion Saalfeld (polnisch Zalewo), danach zum Kirchenkreis Osterode in Ostpreußen in der Kirchenprovinz Ostpreußen der Kirche der Altpreußischen Union. Am 12. August 1903 genehmigte das preußische Kultusministerium die Errichtung einer selbständigen Diözese Hohenstein des Kirchenkreises Osterode, zuletzt als Superintendenturbezirk. Bereits seit dem 16. Jahrhundert waren in Hohenstein stets zwei Geistliche tätig. Bis 1712 war die Kirche Kurken (polnisch Kurki) eine Filialkirche von Hohenstein.
Im Jahre 1925 zählte das Kirchspiel Hohenstein 5880 Gemeindeglieder, die außer in der Stadt noch in mehr als zwanzig Dörfern und kleineren Ortschaften wohnten. Nach Flucht und Vertreibung der einheimischen Bevölkerung bestand in Olsztynek in den Nachkriegsjahren zunächst keine Möglichkeit, das Leben der evangelischen Gemeinde zu reaktivieren. Daher wurde die alte Pfarrkirche säkularisiert.

### Orte

#### Kapelle
Geographische Lage der Kapelle

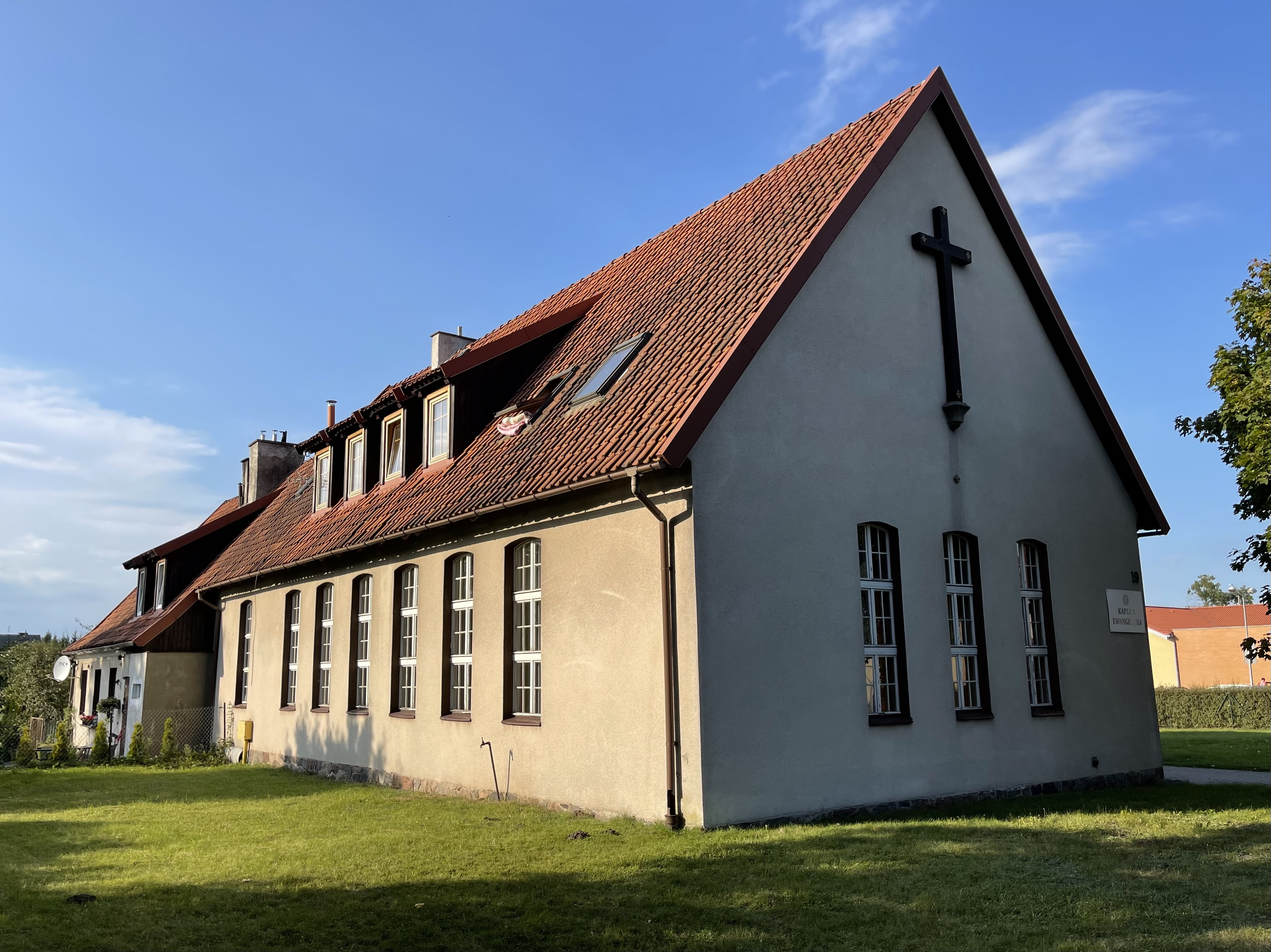
Evangelische Kapelle in Olsztynek

Heute jedoch verfügt man über eine kleine Kapelle nahe dem 1939 erbauten Gemeindehaus in der ul. Mrongowiusza 19. Sie ist das gottesdienstliche Zentrum der kleinen evangelischen Gemeinde, deren Veranstaltungen und Aktivitäten im Gemeindehaus zusammentreffen. Die Olsztyneker Gemeinde ist eine Filialgemeinde der Christus-Erlöser-Kirche in Olsztyn (Allenstein). Sie ist damit Teil der Diözese Masuren der Evangelisch-Augsburgischen Kirche in Polen.

#### Altes Pfarrhaus/Mrongovius-Haus

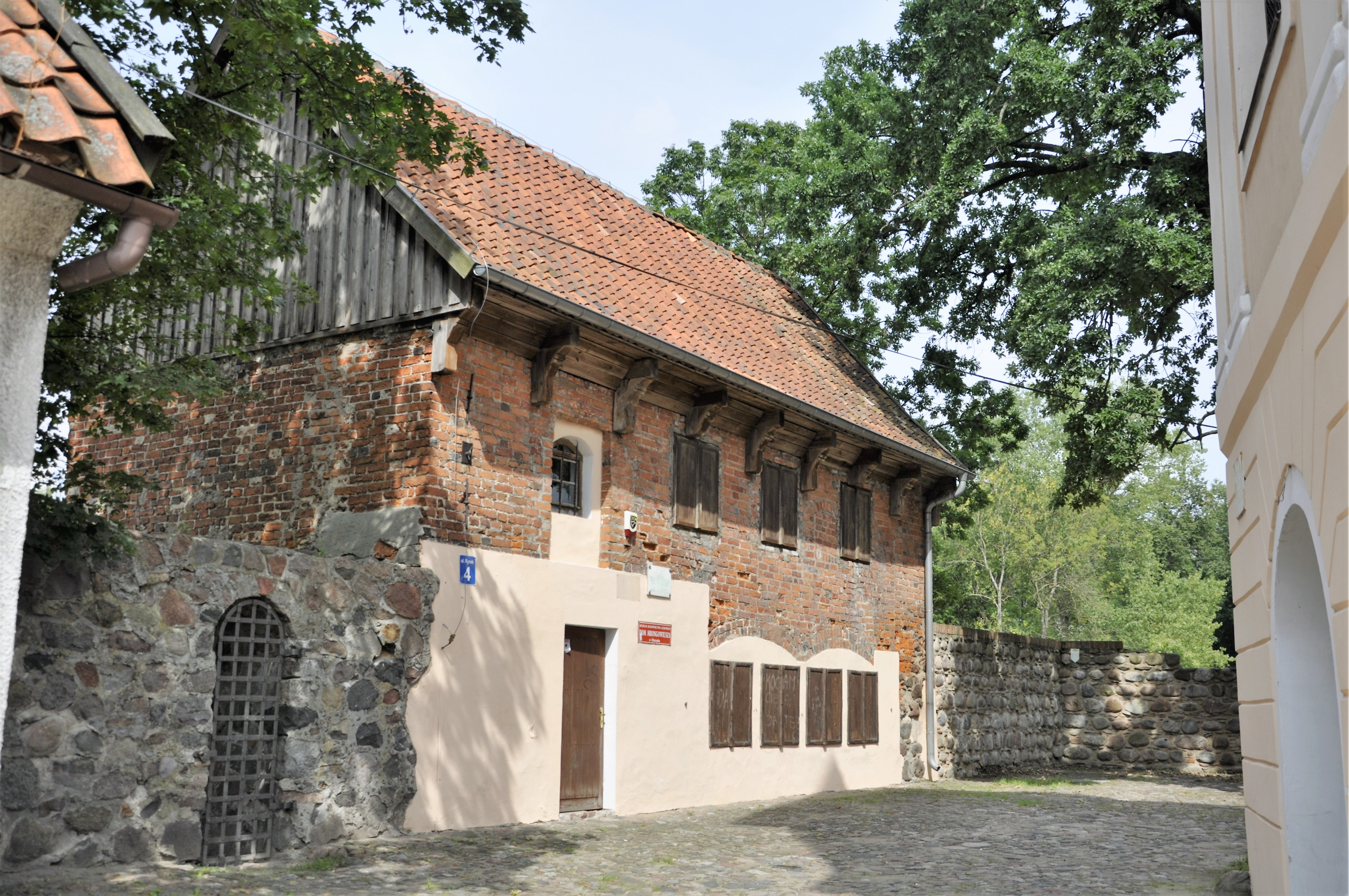
Altes Pfarrhaus (Mrongovius-Haus)

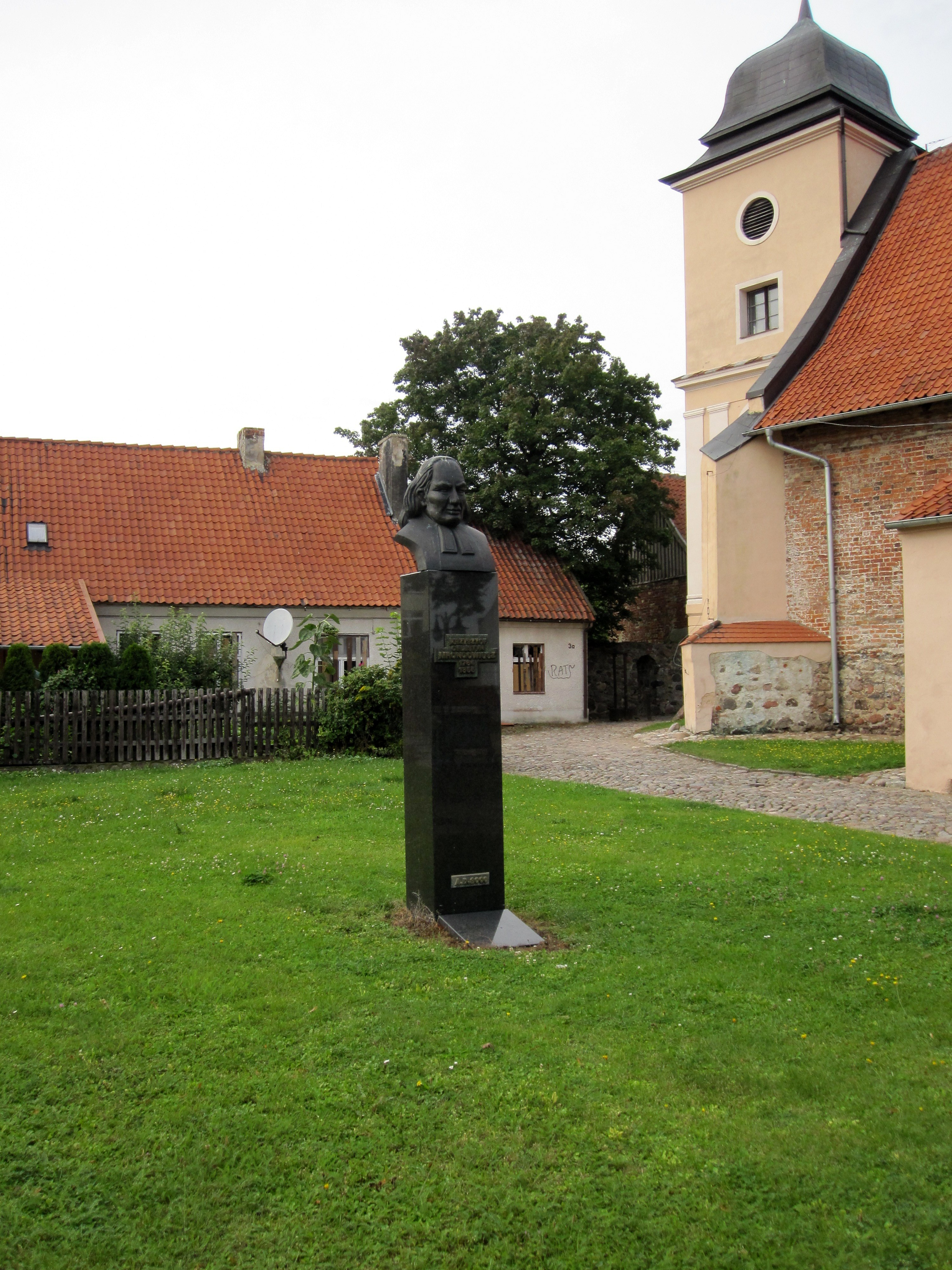
Neues Pfarrhaus an der Kirche mit Mrongovius-Denkmal

Eingebunden in die Stadtmauer befindet sich hinter der alten Pfarrkirche das ehemalige Pfarrhaus. Mit seiner Entstehungszeit um 1684 ist es das älteste Gebäude der Stadt Olsztynek. Ursprünglich war es wohl ein Hospital, danach eine Schule. Heute ist es als „Dom Mrongowiusza“ (deutsch Mrongovius-Haus) ein Museum, das dem evangelischen Pfarrer, Schriftsteller und Sprachwissenschaftler Christoph Cölestin Mrongovius (polnisch Krzysztof Celestin Mrongowiusz) gewidmet ist. Er wurde hier als Rektorensohn am 19. Juli 1764 geboren und verbrachte die ersten drei Kindheitsjahre in Hohenstein, bevor 1767 sein Vater die Stelle eines Pfarrers an der  Kirche Marwalde (polnisch Marwałd) übernahm.

#### Neues Pfarrhaus/Mrongovius-Denkmal
Unweit des alten Pfarrhauses steht das sogenannte neue Pfarrhaus. Vor dem Gebäude steht eine Gedenkstele mit der Büste der Christoph Cölestin Mrongovius.

### Kirchspiel (bis 1945)
Zum Kirchspiel Hohenstein gehörten bis 1945 die Stadt sowie 27 Dörfer und Ortschaften:
| Deutscher Name                                                                                              | Polnischer Name |  | Deutscher Name                | Polnischer Name |
| --- | --------------- |  | ----------------------------- | --------------- |
| * Dröbnitz                                                                                                  | Drwęck          |  | * Mörken                      | Mierki          |
| Grieslienen                                                                                                 | Gryźliny        |  | * Nadrau                      | Nadrowo         |
| Grünau | Zielonowo       |  | Neumühl                       | Nowy Młyn       |
| Heidemühl                                                                                                   | Młyn Borowy     |  | Pagelshof                     | Ameryka         |
| * Hohenstein                                                                                                | Olsztynek       |  | * Paulsgut                    | Pawłowo         |
| Julienhof                                                                                                   | Juńcza          |  | Sauden                        | Sudwa           |
| * Königsgut                                                                                                 | Królikowo       |  | Schlagamühle                  | Kołatek         |
| Kucharzewo                                                                                                  |                 |  | Schwenteinen                  | Świętajny       |
| * Kunchengut                                                                                                | Kunki           |  | * Schwirgstein                | Świerkocin      |
| * Lautens                                                                                                   | Łutynowo        |  | Sprechan                      |                 |
| Lichteinen nach 1908: Königlich Lichteinen bis 1931 Lichteinen b. Hohenstein 1931–1945 Köllmisch Lichteinen | Lichtajny       |  | Tolleinen                     | Tolejny         |
| Luttken | Lutek           |  | Waschetta 1938–1945 Waschette | Waszeta         |
| Luttkenwalde                                                                                                | Lutek Leśny     |  | Wenigsee                      | Łutynówko       |
| * Mispelsee                                                                                                 | Jemiołowo       |  | Wilken                        | Wilkowo         |

### Pfarrer
Bis 1945 amtierten jeweils zwei evangelische Geistliche an der Hohensteiner Pfarrkirche. Bis 1708 war der zweite Pfarrer für die Filialkirche in Kurken (polnisch Kurki) zuständig. Amtsinhaber waren:
- Matthias Bienwald, 1526–1573
- Christoph Zöger sen., 1573–1600
- Benedict Nenninger, bis 1589
- Friedrich Taube, 1590
- Christoph Zöger jun., 1600–1625
- Jacob Zornicht, 1608–1621
- Johann Piencowius (Brenckowius?), 1621–1625
- Georg Retelius, bis 1637
- Johann Schinmann, 1638–1639
- Andreas Lidicus, 1639–1658
- Georg Creuselius, 1645–1651
- Johann Wolf, ab 1651
- Michael Sartorius, ab 1658
- Bernhard Mauritius, 1658–1699
- Martinus Oehlschläger, ab 1659
- Chrysostemos Tittelhoff, 1661–1679
- Johann Rogalinus, 1679–1706
- Johann Wedecke, 1699–1709
- Andreas Stobäus, 1707–1712
- Christoph Blascowius, 1709–1739
- Gottfried von Sehren, 1712–1732
- Georg Chr. Brodowius, 1732–1737
- Matthias Kurella, 1738–1768
- David Sterling, 1741
- Laurentius Striesbeck, 1742–1786
- Matthias Zacha, 1768–1775
- Friedrich Kruska, 1776–1778
- Johann Friderici, 1780–1795
- Michael Schwarz, 1786–1814
- Johann Georg Sobotka, 1796–1822
- Karl Michael Knobba, 1815–1831
- Johann Jacob Rhode, 1824–1831
- Karl Ludwig Szczesny, 1832–1865
- Gottfried Fromberg, 1839–1883
- Gustav L.R. Kendziorra, 1865–1879
- Adolf Eduard Rudloff, 1880–1893
- Richard Abramowski, 1886–1889
- Eduard Wilhelm Sakobielski, 1889–1896
- Julius Jacob Alexy, 1896–1901
- Johann Kuliß, 1896–1918
- Emil Richard Jencio, 1901–1910
- Ernst Rudolf Stern, 1912–1913
- Ernst Max Franz Tews, 1919–1926
- Friedrich Bolz, 1921–1928
- Johann Gustav Brehm, 1926–1930
- Alfred Huber, 1930–1936
- Richard L.W. Bury, 1931–1945
- Heinz Krause, 1936–1945

Nach 1945 wurde Olsztynek eine Filialgemeinde der Christus-Erlöser-Kirche Olsztyn (Allenstein), deren Pfarrer jetzt zuständig sind.

### Kirchenbücher
Von den alten Kirchenbüchern der Kirche Hohenstein haben sich erhalten und werden bei der Deutschen Zentralstelle für Genealogie in Leipzig aufbewahrt:
- Taufen: 1701 bis 1874
- Trauungen: 1701 bis 1737 und 1769 bis 1874
- Begräbnisse: 1701 bis 1737 und 1769 bis 1874.

Die Kirchenbücher der heutigen Filialgemeinde Olsztynek werden in der Pfarrei der Christus-Erlöser-Kirche Olsztyn geführt.